# ملعب دلال
ملعب دلال هو ملعب متعدد الأغراض يقع في مدينة زاخو، شمال العراق. يستخدم في الغالب لمباريات كرة القدم، يستخدمه نادي زاخو كمقر ثانوي له. افتتح الملعب في عام 2011 بسعة 10000 متفرج.